# Lambda Draconis
Lambda Draconis (Giausar, λ Dra) – gwiazda w gwiazdozbiorze Smoka, odległa od Słońca o około 333 lata świetlne.

## Nazwa
Gwiazda nosi tradycyjną nazwę Giausar, której pochodzenie jest niejasne. Dawniej wywodzono ją od arabskiego al Jauzah, oznaczającego „środkowa” – znajduje się ona pomiędzy Dubhe z Wielkiego Wozu i Gwiazdą Polarną, ale pochodzi ona raczej od perskiego słowa Ghāuzar, oznaczającego węzeł orbity Księżyca. Została ona błędnie przypisana gwieździe, która znajduje się dość blisko bieguna ekliptyki. Międzynarodowa Unia Astronomiczna zatwierdziła użycie nazwy Giausar dla określenia tej gwiazdy.

## Charakterystyka
Lambda Draconis jest czerwonym olbrzymem reprezentującym typ widmowy M0. Jest 1870 razy jaśniejsza niż Słońce, bezpośredni pomiar rozmiaru kątowego wskazuje, że gwiazda ma promień 0,37 au, w przybliżeniu taki jak promień orbity Merkurego wokół Słońca. Jest sklasyfikowana jako gwiazda zmienna półregularna. Ocenia się, że w swojej ewolucji znajduje się na tzw. gałęzi asymptotycznej i jaśnieje po raz drugi, mając węglowe jądro, w którym ustały reakcje syntezy. Gwiazda wejdzie następnie w fazę pulsów termicznych, aby ostatecznie odrzucić otoczkę, pozostawiając stygnące jądro – białego karła. Nie ma znanych towarzyszy.